# Col Du Toitskloof
Le col Du Toitskloof, en anglais Du Toitskloof Pass, est un col de montagne routier dans la province du Cap-Occidental en Afrique du Sud. Il relie par les monts Du Toitskloof Mountains la ville de Paarl (à l'ouest) à la ville de Worcester (à l'est) en direction du désert du Karoo. Le col fut nommé d'après François Du Toit, un pionnier huguenot du XVIIe siècle installé dans les environs. À l'origine piste pour mules et attelages, une route fut construite à l'époque de la Seconde Guerre mondiale.
Le tracé de la route, qui culmine à 820 m d'altitude au col, est originellement long de 48 kilomètres. Le tunnel Huguenot qu'emprunte la route nationale 1, inauguré en 1988, est le plus important tunnel d'Afrique du Sud et raccourcit désormais le trajet de 11 kilomètres. C'est une infrastructure à péage, qui bénéficie notamment d'un imposant viaduc lorsque l'on vient de Paarl.
Les montagnes des alentours sont régulièrement enneigées, et le Mountain Club of South Africa dispose de gîtes dans les environs. Le pic Du Toits est la plus haute montagne des environs, culminant à 1 995 mètres d'altitude.

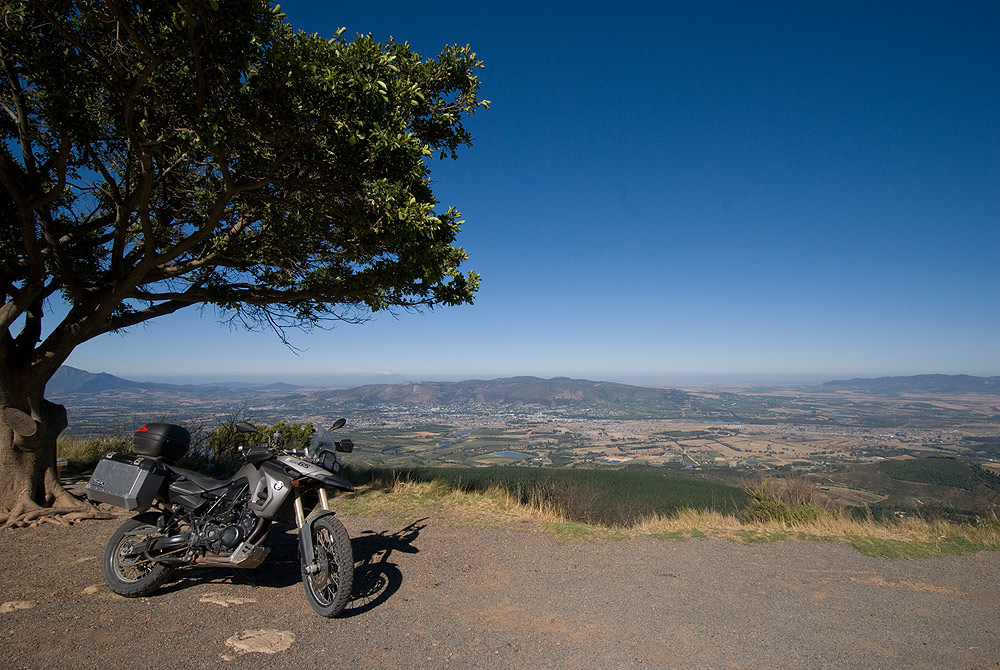
Vue depuis le col.
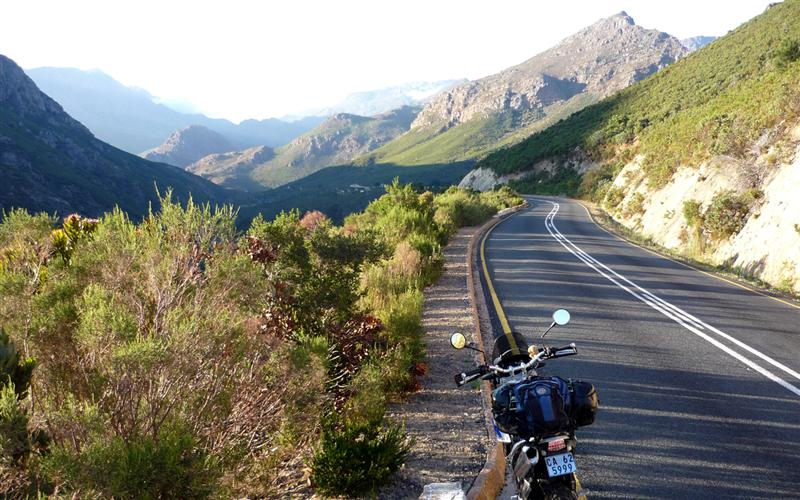
Itinéraire routier vers le col.
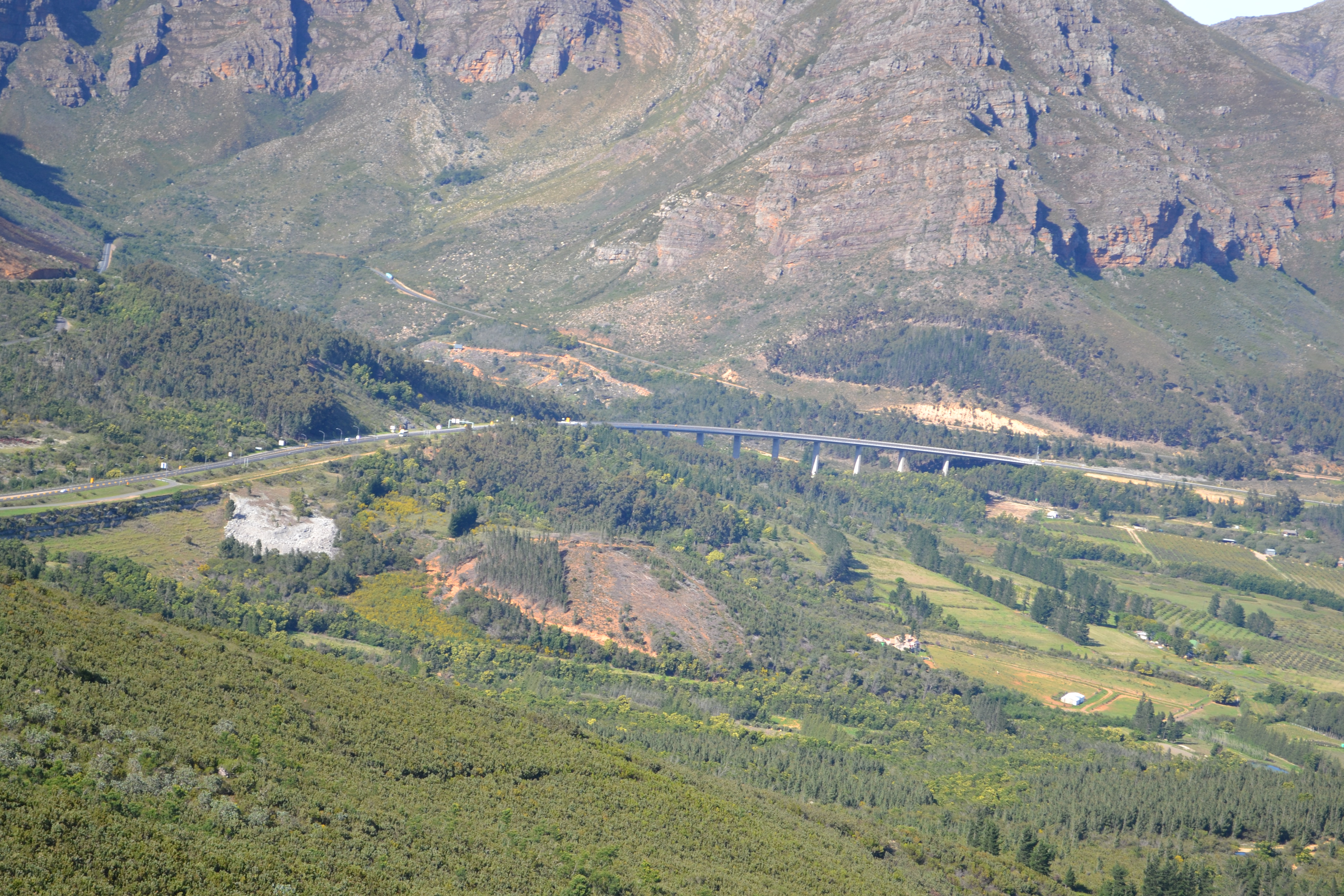
Vue de la R101 entre Paarl et Worcester.